# أربيان ثنائي العصي
أربيان ثنائي العصي (الاسم العلمي: Anthemis secundiramea) هو نوع نباتي يتبع جنس الأربيان من الفصيلة النجمية.

## الموئل والانتشار
في بلاد الشام.